# Metriomphalidae
De Metriomphalidae zijn een familie van uitgestorven weekdieren uit de klasse van de Gastropoda (slakken). Exemplaren van deze familie zijn slechts als fossiel bekend.

## Geslacht
- † Caryomphalus Gründel, Keupp & Lang, 2017
- † Metriomphalus Cossmann, 1916
- † Planiturbo J. C. Fischer, 1969